# Championnats d'Europe de taekwondo 2012
Navigation
Édition précédente Édition suivante
Les championnats d'Europe de taekwondo 2012 ont eu lieu entre le 3 et le 6 mai 2012 à Manchester, au Royaume-Uni. Il s'agit de la vingtième édition des championnats d'Europe de taekwondo.

## Podiums

### Hommes
| Catégorie             | Or                  | Argent             | Bronze                 |
| --------------------- | ------------------- | ------------------ | ---------------------- |
| Poids Fin (–54 kg)    | Seïfoulla Magomedov | Mikayil Aliyev     | Nikolaos Politis       |
| Poids Fin (–54 kg)    | Seïfoulla Magomedov | Mikayil Aliyev     | Amin Badr              |
| Poids mouche (–58 kg) | Joel González       | Moussa Cissé       | Fırat Pozan            |
| Poids mouche (–58 kg) | Joel González       | Moussa Cissé       | Eryk Rodzik            |
| Poids coq (–63 kg)    | Michael Harvey      | Vasileios Gaitanis | Tomislav Karaula       |
| Poids coq (–63 kg)    | Michael Harvey      | Vasileios Gaitanis | Mario Silva            |
| Poids plume (–68 kg)  | Servet Tazegül      | Filip Grgic        | Martin Stamper         |
| Poids plume (–68 kg)  | Servet Tazegül      | Filip Grgic        | Stylianos Papadopoulos |
| Poids léger (–74 kg)  | Aliasjab Sirazhov   | Rıdvan Baygut      | Torann Maizeroi        |
| Poids léger (–74 kg)  | Aliasjab Sirazhov   | Rıdvan Baygut      | Bartosz Kolecki        |
| Poids Welter (–80 kg) | Aaron Cook          | Ramin Azizov       | Tommy Mollet           |
| Poids Welter (–80 kg) | Aaron Cook          | Ramin Azizov       | Nicolas Garcia Hemme   |
| Poids moyens (–87 kg) | Lutalo Muhammad     | Augustin Bata      | Ali Sari               |
| Poids moyens (–87 kg) | Lutalo Muhammad     | Augustin Bata      | Carlo Molfetta         |
| Poids lourds (+87 kg) | Leonardo Basile     | Ivan Trajkovic     | Vanja Babic            |
| Poids lourds (+87 kg) | Leonardo Basile     | Ivan Trajkovic     | Volker Wodzich         |

### Femmes
| Catégorie             | Or                     | Argent                  | Bronze               |
| --------------------- | ---------------------- | ----------------------- | -------------------- |
| Poids Fin (–46 kg)    | Ioanna Koutsou         | Elaia Torrontegui Ronco | Rukiye Yıldırım      |
| Poids Fin (–46 kg)    | Ioanna Koutsou         | Elaia Torrontegui Ronco | Jessika Alair Soares |
| Poids mouche (–49 kg) | Lucija Zaninović       | Kristina Kim            | Brigitte Yagüe       |
| Poids mouche (–49 kg) | Lucija Zaninović       | Kristina Kim            | Yasmina Aziez        |
| Poids coq (–53 kg)    | Hatice Kübra Yangın    | Ana Zaninović           | Caroline Fisher      |
| Poids coq (–53 kg)    | Hatice Kübra Yangın    | Ana Zaninović           | Maéva Coutant        |
| Poids plume (–57 kg)  | Floriane Liborio       | Edina Kotsis            | Jade Jones           |
| Poids plume (–57 kg)  | Floriane Liborio       | Edina Kotsis            | Andrea Rica Taboada  |
| Poids léger (–62 kg)  | Marlène Harnois        | Marina Sumić            | Marina Cheshuina     |
| Poids léger (–62 kg)  | Marlène Harnois        | Marina Sumić            | Joyce van Baaren     |
| Poids Welter (–67 kg) | Nur Tatar              | Haby Niaré              | Elin Johansson       |
| Poids Welter (–67 kg) | Nur Tatar              | Haby Niaré              | Petra Matijašević    |
| Poids moyens (–73 kg) | Anastasia Baryshnikova | Milica Mandić           | Maéva Mellier        |
| Poids moyens (–73 kg) | Anastasia Baryshnikova | Milica Mandić           | Melda Akcan          |
| Poids lourds (+73 kg) | Anne-Caroline Graffe   | Rosana Simón            | Olga Ivanova         |
| Poids lourds (+73 kg) | Anne-Caroline Graffe   | Rosana Simón            | Katharina Weiss      |

## Tableau des médailles
| Rang  | Nation      | Or | Argent | Bronze | Total |
| ----- | ----------- | -- | ------ | ------ | ----- |
| 1     | France      | 3  | 3      | 4      | 10    |
| 2     | Turquie     | 3  | 1      | 3      | 7     |
| 3     | Russie      | 3  | 1      | 2      | 6     |
| 4     | Royaume-Uni | 3  | 0      | 4      | 7     |
| 5     | Croatie     | 1  | 3      | 2      | 6     |
| 6     | Espagne     | 1  | 2      | 3      | 6     |
| 7     | Grèce       | 1  | 1      | 2      | 4     |
| 8     | Italie      | 1  | 0      | 1      | 2     |
| 9     | Azerbaïdjan | 0  | 2      | 0      | 2     |
| 10    | Serbie      | 0  | 1      | 1      | 2     |
| 11    | Hongrie     | 0  | 1      | 0      | 1     |
| 11    | Slovénie    | 0  | 1      | 0      | 1     |
| 13    | Allemagne   | 0  | 0      | 3      | 3     |
| 14    | Pays-Bas    | 0  | 0      | 2      | 2     |
| 14    | Pologne     | 0  | 0      | 2      | 2     |
| 14    | Suède       | 0  | 0      | 2      | 2     |
| 17    | Portugal    | 0  | 0      | 1      | 1     |
| Total | Total       | 16 | 16     | 32     | 64    |